# Let 203 Aviance
Let Avianca Airlines 203 bil Kolumbijski domači potniški polet iz Bogote proti Caliju, na katerem je 27. novembra 1989, pet minut po vzletu eksplodirala bomba. Pri tem je umrlo 110 ljudi, od tega vseh 107 potnikov in članov posadke na krovu in trije ljudje, ki so umrli na tleh, zaradi padajočih razbitin.
Letalo je vzletelo iz mednarodnega letališča El Dorado v kolumbijski prestolnici Bogoti, njegov cilj je bilo megnarodno letališče Alfonsa Bonilla Aragóna v mestu Cali na jugozahodu države. To je bilo v zraku pet minut in je letelo s hitrostjo 794 km/h, ko je na krovu odjeknila eksplozija bombe, ki je bila postavljena blizu rezervoarjev za gorivo, v katerih so se ob eksloziji vžgali hlapi goriva, kar je le še ojačalo eksplozijo in povzročilo, da je letalo razpadlo na dva dela.
Napad je bil načrtovan s strani Pabla Escobarja, kolumbijskega trgovca z drogami, v upanju, da bo tako ubil takratnega kolumbijskega predsedniškega kandidata Césarja Gaviria. A Gavirie na tem letu ni bilo in je tako leta 1990 postal predsednik Kolumbije.